# Riperata Kahutia

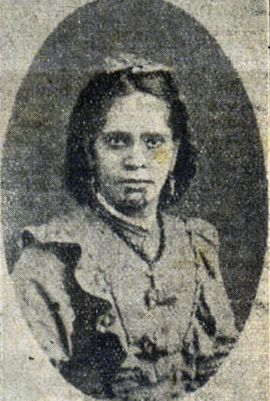
Riperata Kahutia (1839–1887)

Riperata Kahutia (* 1839 in Makauri oder Taruheru an der Poverty Bay, Nordinsel, Neuseeland; † 10. Juni 1887 in Whataūpoko, einem heutigen Stadtteil von Gisborne) war eine Stammesführerin der Te Aitanga-a-Māhaki.

## Frühes Leben
Riperata Kahutia wurde 1839 in Makauri oder Taruheru, die beide rund 4 km auseinanderliegen und heute zu Gisborne zählen, geboren. Ihre Mutter, Ūaia Herehere, stammte vom Iwi der Te Aitanga-a-Māhaki ab, zu der sich Riperata auch gehörig fühlte und ihr Vater, Kahutia, war ein Stammesführer in der Gegend von Tūranga, dem heutigen Gisborne und Riperata war seine jüngste Tochter.
Riperata lernte über das von den Missionaren bereitgestellte religiöse Material hinaus das Lesen und Schreiben und durch den Kontakt mit Kolonisten und durch die Freundschaft mit Pākehā-Waisen die englische Sprache. Sie heiratete Mīkaere Turangi, einen Sohn von Paratene Tūrangi, der Seniorchef der Rongowhakaata war. Aus der Ehe gingen drei Kinder hervor, Rangi, der am 27. August 1869 ertrank, Hēni Materoa, die später James Carroll heiratete, und Mīkaera Pare Keiha.

## Stammesführerin
Riperatas Vater Kahutia verkaufte und verschenkte in den frühen 1850er Jahren Land an europäische Siedler und an die Regierung. Doch ab 1858 änderte er seine Meinung und wurde zu einem der Anführern einer Bewegung, die sich gegen den Verkauf von Land aussprach und sogar die Rückgabe von Land forderte. Als er um 1860 starb, erbte Riperata sein Mana und die Rolle innerhalb von Te Aitanga-a-Māhaki. Sie wurde zu einer bekannten Persönlichkeit in der Poverty Bay und vertrat die Interessen ihres Volkes.
Als 1869 das Poverty Bay Commission Compensation Court tagte, um die Besitzverhältnisse im Distrikt zu klären, war sie unter den Eigentümern, die für ihr Land kämpften. 1873 tagte die Kommission erneut und Riperata erhob Anspruch auf das Land südwestlich von Gisborne bis zur Poverty Bay, Awapuni genannt, und bezog sich dabei auf zwei Linien des Hapū ihrer Mutter. Die Gegenklagen waren so zahlreich, dass der Fall vertagt und später die Kommission aufgelöst wurde. Wenig später kämpfte Riperata für einen Fall von Hirini Te Kani, dem Anführer Te Aitanga a Hauiti, vor dem damaligen Native Land Court und verfolgte 1875 erneut das Ziel, in den Besitz von Awapuni zu kommen. Weitere Kämpfe um Land sollten folgen. Später besann sich Riperata wieder mehr auf das Stammesleben und im Jahr 1880 dem Bau des Versammlungshauses Te Mana-o-Tūranga in Manutūkē. Ein Jahr später organisierte sie die Errichtung eines Marae am westlichen Ende ihres Awapuni-Gebietes.
Riperata Kahutia war für ihre Großzügigkeit und ihr Mitgefühl gegenüber verwaisten Kindern bekannt, sowohl von deren von Māori als auch von Pākehā. Sie nahm verwaiste Pākehā-Kinder bei sich auf, versorgte und beherbergte sie und gab ihnen Lese- und Schreibunterricht. Sie nannte diese Kinder "Folgende".

## Tod
Riperata Kahutia erkrankte in einem Alter von 48 Jahren an Tuberkulose und anschließend an einer Lungenentzündung. Infolgedessen verstarb sie am 10. Juni 1997 in Whataūpoko und wurde vier Tage später auf dem seinerzeitigen Friedhof Te Pou o Tūranga beigesetzt. Heute befindet sich die Begräbnisstätte hinter den Packhäusern der Firma Leaderbrand an der Nelson Road in Gisborne.